# Marty Balin
Marty Balin, nome artístico de Martyn Jerel Buchwald (Cincinnati, 30 de janeiro de 1942 — Tampa, 27 de setembro de 2018) foi um cantor dos Estados Unidos, conhecido por ter sido fundador e vocalista da banda Jefferson Airplane.
Morreu no dia 27 de setembro de 2018 aos 76 anos.

## Discografia
Álbuns solo
- Balin (1981)
- Lucky (1983)
- There's No Shoulder EP (1983) (somente para o Japão)
- Better Generation (1991)
- Freedom Flight (1997)
- Marty Balin Greatest Hits (1999)
- Marty Balin 2003 (2003)
- Nashville Sessions (2005)

Compilações
- Balince (1990)
- The Aviator - Lost Treasures (2005)

com Jefferson Airplane
- Jefferson Airplane Takes Off (1966)
- Surrealistic Pillow (1967)
- After Bathing at Baxter's (1967)
- Crown of Creation (1968)
- Bless Its Pointed Little Head (1969)
- Volunteers (1969)
- Early Flight (1974)
- Jefferson Airplane (1989)

com Bodacious DF
- Bodacious DF (1973)

com Jefferson Starship
- Dragon Fly (1974)
- Red Octopus (1975)
- Spitfire (1976)
- Earth (1978)
- Deep Space/Virgin Sky (1995)
- Windows of Heaven (1999)
- Across the Sea of Suns (2001)
- Jefferson's Tree of Liberty (2008)

com KBC Band
- KBC Band (1986)